# Витек III Младший
Витек III Младший, Витек из Прчице и Планкенберка или Витек из Пршибениц (чеш. Vítek III. z Prčice a Plankenberka) (ок. 1170 — между 1244 и 1250, Санкт-Флориан) — чешский дворянин, пан Прчице в Южной Чехии, родоначальник одного из знатнейших и могущественнейших средневековых семейств Чехии — рода панов их Рожмберка (Розенбергов). Королевский коморник в 1243 году.

## Происхождение
Его отцом был основатель рода Витковичей Витек I из Прчице.

## Владения и служба при дворе
В 1231 году Витек продал свой заграничный замок Планкенберк. После этого, вероятно, начал строить замок Пршибенице, поскольку в 1243 году он впервые упоминается в королевской грамоте с предикатом «из Пршибениц». В этой же грамоте он впервые упоминается в должности королевского коморника.

## Семья
Дети:
- Анежка;
- Захарж (Захариаш) из Прчице и Планкенберка;
- Витек V из Пршибениц (умер до 1259);
- Вок I из Рожмберка